# Panchlora stolata
Panchlora stolata es una especie de cucaracha del género Panchlora, familia Blaberidae. Fue descrita científicamente por Borg en 1902.

## Distribución
Habita en Nigeria, Camerún, Guinea Ecuatorial, Gabón, Angola, República Democrática del Congo, Ruanda, Burundi y Uganda.